# Бурса (навчальний заклад)
Бу́рса (лат. bursa — «грошовий мішок, гаман»)
1. Гуртожиток для бідних студентів (бурсаків) при середньовічних університетах. Бурси виникли в Україні при братських школах. Збереглися докладні дані про Б. при Львівській братській школі, Києво-Могилянській Академії. Бурси були й при єзуїтських школах, пізніше при колегіях — у Чернігові, Переяславі, Харкові. Збереглися вони й при перетворенні колегій на семінарії. Бурси утримувались з пожертв або окремих фундацій. Вони мали свою організацію і звичаї. Бурсаки, що діставали в бурсі повне або часткове утримання, влаштовували великодні та різдвяні вистави, бідніші заробляли співом. В 1787 році така форма збору пожертвувань на бурси була заборонена царським урядом. У 18 столітті при Покровській церкві в Запорізькій Січі козаки утримували школу з бурсою.
2. Духовне училище або семінарія, де учні утримувались за державний кошт[1].
3. Збірна назва вихованців бурси — бурсаків. Бурсаків, що навчалися у вищому, останньому, класі (з дворічним, інколи трирічним строком навчання) в духовних школах звали филозопами.